# 马特乌什·普日贝尔科

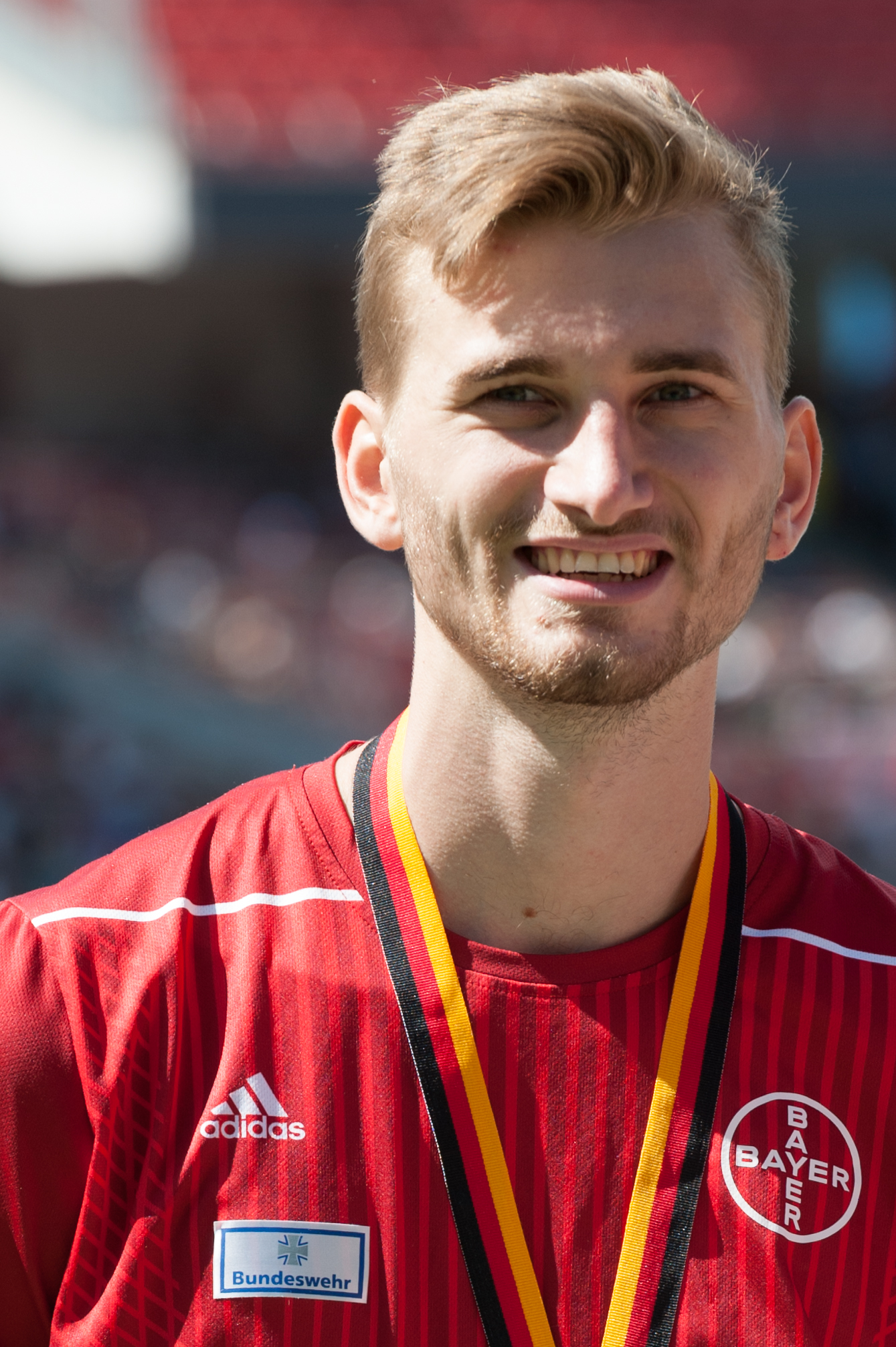
马特乌什·普日贝尔科, 2019

马特乌什·普日贝尔科（波蘭語：Mateusz Przybylko，1992年3月9日—）是一名波兰裔德国男子跳高运动员。他曾代表德国参加2016年里约奥运，结果以2.22米的成绩获得男子跳高第28名。他的两个弟弟Kacper和Jakub都是足球运动员。